# Елрих
Елрих (њем. Ellrich) град је у њемачкој савезној држави Тирингија. Једно је од 32 општинска средишта округа Нордхаузен. Према процјени из 2010. у граду је живјело 5.894 становника. Посједује регионалну шифру (AGS) 16062005.

## Географски и демографски подаци
Елрих се налази у савезној држави Тирингија у округу Нордхаузен. Град се налази на надморској висини од 255 метара. Површина општине износи 69,4 km². У самом граду је, према процјени из 2010. године, живјело 5.894 становника. Просјечна густина становништва износи 85 становника/km².

## Међународна сарадња
| Мјесто | Држава    | Врста сарадње | Од    |
| ------ | --------- | ------------- | ----- |
|        | Француска | контакт       | 2007. |
|        | САД       | пријатељство  | 2007. |
| Извор  |           |               |       |